# Selenocosmia dichromata
Selenocosmia dichromata é uma espécie de aranha pertencente à família Theraphosidae (tarântulas).